# Östeuropa

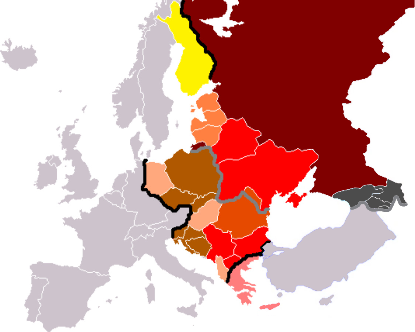
Karta över det svårdefinierade Östeuropa med följande indelningar:
– Svart gräns: Östblockets utbredning under kalla kriget
– Grå gräns: före detta Sovjetunionens västgräns
– Mörkröd färg: dagens Ryssland
– Röd färg: Ortodoxa länder där man talar slaviska språk.
– Brun färg: andra slaviska länder
– Mörkorange färg: ortodoxa före detta kommuniststater med icke-slavisk språkmajoritet (Rumänien och Moldavien)
– Orange färg: övriga före detta realsocialistiska stater med icke-slavisk majoritet samt icke-ortodox majoritet (Baltikum, DDR, Albanien, Ungern)
– Gul färg: land som under Kalla kriget hade vänskapsavtal med Sovjetunionen som aldrig varit socialistiskt (Finland)
– Rosa färg: ortodoxt land som aldrig varit socialistiskt (Grekland)

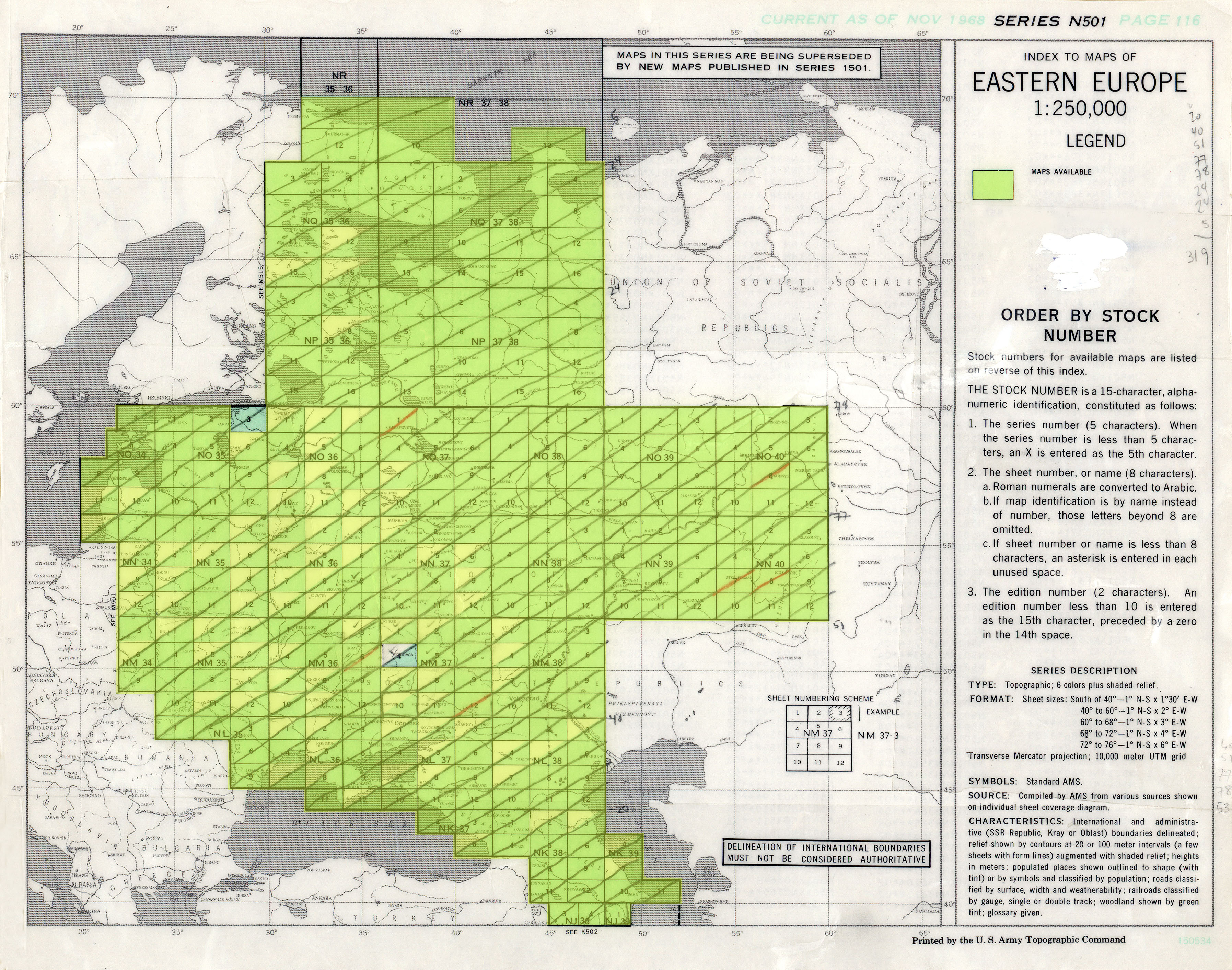
Index till kartor över östra Europa publicerat 1954 av USA:s armé.

Östeuropa omfattar den östra delen av Europa. Östeuropa har ofta varit en politiskt färgad beteckning som skiljs från Väst- och/eller Centraleuropa, och vilka länder som har ingått har varierat.
Efter kalla kriget har ett antal tidigare "östeuropeiska" länder (då del av COMECON och Warszawapakten) fått en tydligare centraleuropeisk identitet (som del av Europeiska unionen). Därefter anses ofta Östeuropa synonymt med östra Europa.

## Olika definitioner

### Under andra världskriget
I början av andra världskriget var Nazityskland i ekonomisk och politisk allians med Sovjetunionen. Men 22 juni 1941 anföll Tyskland Sovjetunionen med över 3 miljoner soldater, i ett anfall som kallades operation Barbarossa. Under resten av andra världskriget var kriget i öster en viktig, men ofta bortglömd del av andra världskriget.

### Under kalla kriget
Under kalla kriget var Östeuropa benämningen på de länder i Europa som tillhörde Sovjetunionens inflytelsesfär. Förutom Sovjetunionen innefattade detta även Bulgarien, Polen, Rumänien, Tjeckoslovakien, Ungern och Östtyskland; jämför Östblocket. Ibland räknades även SFR Jugoslavien och Albanien in, eftersom de var styrda av partier som förklarade sig kommunistiska, fastän de stod utanför Warszawapakten och utanför Sovjetunionens kontroll.
Denna beteckning var helt politisk. Finland och Grekland räknades sällan till Östeuropa, fast de ligger långt österut.

### Efter 1990
En viktig skiljelinje i tiden var kommunismens fall 1990–1991. Då började beteckningen Centraleuropa åter användas om en del länder som under efterkrigstiden räknats som Östeuropa.
Svenska Utrikesdepartementet betraktar numera Armenien, Azerbajdzjan, Belarus, Georgien, Moldavien, Ryssland och Ukraina som Östeuropa. Utrikespolitiska institutet definierar områdena i de före detta COMECON-länderna som delar av både Central- och Östeuropa.

### Andra definitioner
En annan definition är de slaviska och baltiska folken plus Estland, Ungern, Rumänien och Albanien. Denna definition knyter an till förhållandena under det kalla kriget, och inkluderar flera länder som idag definitivt betraktar sig själva som centraleuropeiska, sydeuropeiska och nordeuropeiska. Se även panslavism.
Man kan också se Östeuropa som den östkyrkliga delen av Europa. Då ingår Ryssland, Belarus, Ukraina, Moldavien, Rumänien, Bulgarien, Grekland, Georgien, Nordmakedonien, Serbien och Montenegro.

## Östeuropas länder
• Östeuropa omfattar för det mesta:
- Belarus[8]
- Moldavien (ibland definierat som del av "sydöstra Europa"[9])
- Ryssland*
- Ukraina

• Ofta inkluderas även de tre kaukasiska länderna:
- Armenien²
- Azerbajdzjan²
- Georgien²

• Det förekommer att följande länder inkluderas:
- Albanien
- Bulgarien
- Bosnien och Hercegovina
- Cypern²
- Estland
- Kosovo
- Kroatien
- Lettland
- Litauen
- Montenegro
- Nordmakedonien
- Polen
- Rumänien
- Serbien
- Slovakien
- Slovenien
- Tjeckien
- Turkiet¹²
- Ungern

• Mindre delar av landet ligger i (östra) Europa:
- Kazakstan

¹ = Geografiskt sett i öst men tillhörde västblocket under kalla kriget (samt  Finland +  Grekland)
² = Länder på gränsen mellan Europa och Asien

## Finland, Grekland och östra Tyskland

### Finland
Finland ligger geografiskt placerat mer till öst än väst i Europa. Finland hade även ett vänskapsavtal med Sovjetunionen under kalla kriget, men på grund av sitt samarbete med Västeuropa och sin kultur räknas det sällan som tillhörande öst. Vänskapsavtalet gällde från 1947 till dess att Sovjetunionen upplöstes i slutet av 1991. Därefter inleddes ett friare och öppnare avtal med Sovjetunionens arvtagare Ryssland.

### Grekland
Grekland hör geografiskt mer till öst än väst. Detsamma gäller även dess främsta religion som är ortodoxa kyrkan, vilken också Ryssland och Ukraina tillhör. 
Oftast räknar man ändå inte Grekland som ett östeuropeiskt land, då landet ända sedan slutet av andra världskriget har haft bra relationer med väst – både politiskt, militärt och ekonomiskt. 1981 blev landet medlem i Europeiska gemenskapen, senare EU.

### Östra Tyskland
Den nordostliga delen av dagens Tyskland hamnade efter andra världskriget inom Sovjetunionens maktområde, som staten Östtyskland (DDR). Tyskland återförenades 1990 – i praktiken genom att DDR blev del av Förbundsrepubliken. I kulturell mening har det ibland talats om invånarna i det före detta DDR som "Ossis" – "östbor". DDR-medborgarna fick ändra sina levnadsvillkor på många sätt i samband med anslutningen, och östra Tyskland var ännu 2017 en betydligt fattigare del av landet än den västra landshalvan.